# よなよなテレビ
『よなよなテレビ』は、広島ホームテレビで放送されていた深夜番組ゾーン。
2021年3月時点におけるカテゴリ番組は『HOMEぽるぽるTV』『カープ道』『恋とか愛とか（仮）』『せとチャレ!STU48』の4番組。

## 概要
2015年4月21日から2017年3月までは毎週月曜 - 水曜1:30と木曜0:15に放送され、すべて20分枠の自社製作番組で構成。
2017年4月から月曜枠が廃止になる替わりに火曜 - 木曜0:15の30分（木曜のみ20分2本の40分）に拡大する。
2017年12月から30分に統一する。
2018年10月から5分繰り下げる。
2020年4月より火曜版が24:50開始となり、新たに『せとチャレ!STU48』が本枠にカテゴライズされた。
2021年3月をもって放送枠としては解消。以降の本枠番組はそれぞれ単独枠扱いとなる。

## 解消時点の放送番組
- 火曜：HOMEぽるぽるTV（2020年3月31日 - ）
  - HOMEが運営する無料番組配信サービス「HOMEぽるぽるTV」制作コンテンツの地上波版。
  - 2020年10月期より月2回放送となる。
- 水曜：カープ道（2017年4月5日 - ）
  - 生徒（MC）：中島尚樹
  - 毎回講師（ゲスト）を迎える。
  - 『鯉のはなシアター』のすぐ後に放送していたが、2017年11月をもって『鯉のはなシアター』は充電期間に入り『カープ道』が2017年12月から24時15分開始。
  - 2019年より5週月の最終週にエレクトロニック・スポーツを扱う派生番組『eスポーツ道』を放送。
- 木曜：恋とか愛とか（仮）（2015年4月23日 -  2021年3月25日）
  - 実際にあった恋愛話をもとに、ストーリーを視聴者が二者択一しながら作り上げる恋愛バラエティ。
  - 恋愛マエストロ（MC）：犬山紙子 / 西村真二
  - ドラマパート出演：さいねい龍二
  - エピソードごとに主演女優を迎える。
    - 2017年4月9日放送から10分拡大して30分化。
    - TOKYO MX2、静岡朝日テレビ、メ〜テレ、山口朝日放送、愛媛朝日テレビでも放送。
- 土曜：せとチャレ!STU48（2017年10月7日 - ）※本枠入りは2020年4月期より
  - STU48の冠番組。
  - 企画ごとにゲストMCを迎える。

## 不定期
- 水曜：鯉のはなシアターclassic（2018年1月10日・17日・2月28日・3月7日・3月28日）不定期放送
  - 『カープ道』のすぐ後の24時35分放送開始。内容は『鯉のはなシアター』の再放送。
  - 『鯉のはなシアターclassic』が放送される場合は、5分番組『鯉ばな通信』の放送はなかった。

## ゴールデンタイムへ移行した番組
- 水曜：鯉のはなシアター（金曜：2014年3月21日 - 2015年3月20日 / 水曜：2015年4月22日 - 2017年11月29日 / 月曜19時（第2章）：2018年4月9日 - ）
  - 広島東洋カープにまつわる「イイ話」を紹介する番組。
  - 鯉のはなシアター支配人（ナビゲーター）：桝本壮志
  - シアターに招かれたゲストがスクリーンでVTRを観る
  - オープニング曲 ロッド・スチュワート「トム・トラバーツ・ブルース」
    - チバテレで2015年5月16日[1]から2017年9月30日[2]まで土曜に放送されていた。
    - 小説『鯉のはなシアター』の映画化が決定。
    - 番組『鯉のはなシアター』が2017年11月をもって充電期間に入り、2018年4月9日、第2章として月曜ゴールデン19時から1時間放送。

## 過去の番組
- 月曜：開発プレゼンター「デルゲーツ」（2015年4月20日 - 2017年3月27日）
  - 「広島からちょっとだけ楽しいことを全世界に発信する」をテーマに、平凡な日常でクスッとできる「安眠サプリ」を開発する番組。
    - 静岡朝日テレビ、メ〜テレでも放送。
- 火曜：ぶちぶちシソンヌ（2015年4月21日 - 2020年3月17日）
  - シソンヌの初冠番組[3]。
  - MC：シソンヌ
  - ゲストを毎回迎える。
    - 2017年4月4日放送から10分拡大して30分化。
    - 青森朝日放送、チバテレ、秋田朝日放送でも放送。
- 水曜：鯉ばな通信（2018年1月24日 - 3月21日）
  - カープ道の後に放送された『鯉のはなシアター』の番宣5分mini番組（よなよなテレビとしての扱いではない）。
  - 2018年4月2日から『鯉ばな通信&今週のよなよな』として月曜24:15 - 24:20に放送。

## よなよなテレビのたまご
『よなよなテレビのたまご』は、広島ホームテレビで毎月第1,第2金曜25時25分から放送の番組。放送されない月がある。
- ドラマ 果てしなき探偵（前編2017年5月5日 / 後編2017年5月12日）

出演：TEE、HIPPY、遠藤久美子、菜乃花、渕上里奈 他
- ひろしま覆麺調査団（#1 2017年6月2日 / #2 2017年6月9日）

てつじ（シャンプーハット）、村上純（しずる）、西村真二（ラフレクラン）、松浜心（広島県住みます芸人）、ナレーション：冨田奈央子
- どうでもいい%〜男と女の統計学〜（2017年7月7日・2017年7月14日）

MC：中島尚樹、中西希（当時 広島ホームテレビ アナウンサー）
- どうでもいい%（2017年9月1日・2017年9月8日）

MC：中島尚樹、中西希（当時 広島ホームテレビ アナウンサー）
- 新世代提案型食堂「ありえない飯屋」（2017年11月3日・11月10日）

SHIMA（フードディレクター）、石本愛（九州ローカルタレント）、ナレーション：吉弘翔
- トットと有名になりやがれ!広島キラリハンター（2017年12月1日・8日）

MC：トット
- ありえない飯屋 〜100均グルメの達人〜（2018年1月5日）

SHIMA（フードディレクター）、石本愛（九州ローカルタレント）、ナレーション：榮真樹
- 広島ブチ調べちゃ郎（2018年1月12日）

ナレーション：廣瀬隼也
- ありえない飯屋 お弁当達人編（お弁当を徹底調査&豆苗レシピ）（2018年3月2日）

SHIMA（フードディレクター）、石本愛（九州ローカルタレント）、ナレーション：坂野栄信
- 広島ブチ調べちゃ郎（2018年3月9日）

ナレーション：吉弘翔
- ありえない飯屋 5月に食べたいメニュー編（2018年5月11日）

SHIMA（フードディレクター）、石本愛（九州ローカルタレント）、ナレーション：吉弘翔
- ありえない飯屋 真夏の料理編（2018年7月13日）

SHIMA（フードディレクター）、石本愛（九州ローカルタレント）、ナレーション：吉弘翔
- ありえない飯屋 夏の疲れを癒やすメニュー編（2018年9月14日）

SHIMA（フードディレクター）、石本愛（九州ローカルタレント）、ナレーション：吉弘翔
- ありえない飯屋（2018年10月12日）

SHIMA（フードディレクター）、石本愛（九州ローカルタレント）、ナレーション：吉弘翔
- ありえない飯屋（2018年11月）
- ありえない飯屋 冬の熱々料理編（2018年12月14日）

SHIMA（フードディレクター）、石本愛（九州ローカルタレント）、ナレーション：廣瀬隼也
- ありえない飯屋 冬の夜食編（2019年1月25日）

SHIMA（フードディレクター）、石本愛（九州ローカルタレント）、ナレーション：吉弘翔
- ありえない飯屋（2019年3月1日）

SHIMA（フードディレクター）、石本愛（九州ローカルタレント）、ナレーション：廣瀬隼也
- どうでもいい％〜「男の女の友情」はアリ？〜（2019年4月）

石本愛（九州ローカルタレント）、ちんねん（九州ローカルタレント）、ナレーション：渡辺美佳
- 三時代探偵 昭和・平成・令和 青春(あおはる)ワードを調査せよ（2019年5月24日）

ナレーション：冨田奈央子
- 三時代探偵 昭和・平成・令和 青春(あおはる)ワードを調査せよ（2019年6月21日）

石本愛（九州ローカルタレント）、髙木悠未（LinQ）

## よなよなセレクション
- 木曜深夜に、過去のよなよなテレビ番組からセレクトして再放送。但し、よなよなセレクションではなく他の番組が放送されることがある。
- よなよなテレビの『ぶちぶちシソンヌ』『鯉のはなシアター』『カープ道』『恋とか愛とか（仮）』からセレクトして再放送ということになっているが、事実上の『ぶちぶちシソンヌ』再放送枠となっていたが、2019年春からは事実上の『カープ道』再放送枠となっている。
- 以前は土曜深夜に放送していた。